# (20217) Kathyclemmer
(20217) Kathyclemmer est un astéroïde de la ceinture principale.

## Description
(20217) Kathyclemmer est un astéroïde de la ceinture principale. Il fut découvert le 3 avril 1997 à Socorro (Nouveau-Mexique) par le projet LINEAR. Il présente une orbite caractérisée par un demi-grand axe de 3,04 UA, une excentricité de 0,08 et une inclinaison de 8,0° par rapport à l'écliptique.

## Compléments